# دور لبنان في الحرب الأهلية السورية
لقد كان دور لبنان في الحرب الأهلية السورية محدودًا مقارنة بالدور الذي تلعبه الجهات الفاعلة الإقليمية والدولية الأخرى. الجمهورية اللبنانية لا تشارك رسمياً في النزاع، ولكنها تأثرت كثيراً به، ولعبت بعض الفصائل اللبنانية دوراً فعالاً في الحرب في سوريا و‌تأثيرها على لبنان.

## خلفية
كان ينظر إلى لبنان تقليديا من قبل سوريا كجزء من سوريا الكبرى: في ظل الدولة العثمانية، أدرج لبنان وسوريا في كيان إداري واحد. بعد انتهاء الحرب العالمية الأولى، قسمت انتداب عصبة الأمم سوريا الكبرى العثمانية تحت السيطرة الفرنسية، مما أدى في النهاية إلى إنشاء دول قومية مثل لبنان وسوريا. كانت العلاقات بين البلدين متوترة، لا سيما مع 29 عاما من الاحتلال السوري للبنان، واتهامات بالتدخل السوري في السياسة اللبنانية قبل وبعد انسحاب القوات السورية من لبنان، والاشتباه في أن سوريا تقتل إلى الشخصيات السياسية اللبنانية مثل رئيس الوزراء السابق رفيق الحريري.
اعترفت سوريا رسميًا بسيادة لبنان عام 2008. وقد تم تأسيس العلاقات اللبنانية السورية رسميًا في أكتوبر 2008 عندما أصدر الرئيس السوري بشار الأسد مرسومًا يهدف إلى إقامة علاقات دبلوماسية مع لبنان لأول مرة منذ استقلال كلا البلدين عن فرنسا عام 1943.

## وجهة نظر لبنانية رسمية
خلال الحرب، أصدر السياسيون اللبنانيون بيانات متضاربة بشأن الحرب الأهلية السورية، على الرغم من أن الجمهورية اللبنانية ظلت بوجه عام محايدة في النزاع. لقد أعلن السياسيون والوزراء المنتمون إلى حزب الله وحركة أمل بشكل عام أنهم يدعمون حكومة البعث السورية، في حين أن أحزابًا أخرى قد انتقدتها.

## استيعاب اللاجئين السوريين والمساعدات الإنسانية
منذ عام 2011، استوعب لبنان اللاجئين السوريين وقدم أيضًا مساعدات إنسانية. ووفقاً للمفوضية العليا لشؤون اللاجئين، كان هناك أكثر من مليون لاجئ سوري تم تسجيلهم في لبنان في عام 2016. ومع ذلك، فإن هذا الرقم من المرجح أن يقلل من شأنه إلى حد كبير منذ أن أوقفت المفوضية تسجيل اللاجئين السوريين الجدد منذ مايو 2015، ولا تشمل الأفراد الذين ينتظرون تسجيلهم. وعليه، فإن الأرقام الدقيقة لعدد السوريين في لبنان لا توجد حاليا. وكانت التقديرات الأخيرة أعلى من 1,500،000 شخص.

## حوادث الحدود والآثار الجانبية
بين عامي 2011 و2017، انتشر القتال في الحرب الأهلية السورية إلى لبنان حيث ذهب خصوم وأنصار المتمردين السوريين إلى لبنان للقتال ومهاجمة بعضهم البعض على الأراضي اللبنانية. وقد وصف الصراع السوري بأنه "عودة العنف الطائفي في لبنان"، مع دعم العديد من المسلمين السنة في لبنان للمتمردين في سوريا، في حين أن العديد من الشيعة قد أيدوا الأسد، الذي تُوصف أقليته العلوية عمومًا بأنها فرع من الإسلام الشيعي. وأدى ذلك إلى القتل والاضطرابات وعمليات خطف المواطنين الأجانب في لبنان.
قاتلت القوات الموالية لسورية ضد المعارضة لرئاسة الأسد في مواجهات باب التبانة وجبل محسن، والتي خلفت ثلاثة قتلى وجرح آخرون. تضم طرابلس غالبية سنية مسلمة، ولكن أيضًا علويين علمانيين موالون للأسد. زعم رجل دين سني أن الرئيس السوري أرسل قوات إلى طرابلس لإطلاق العنان لأعمال الشغب في المنطقة. تشمل مناقشات مارس 2012 على المستوى الوطني مخاوف من أن يؤدي إسقاط حكومة الأسد إلى عدم الاستقرار الإقليمي في لبنان والعراق.

## مشاركة حزب الله في الحرب السورية
لقد كان تدخل حزب الله في الحرب الأهلية السورية كبيراً منذ بداية مرحلة التمرد المسلح في الحرب الأهلية السورية، وأصبح دعمًا نشطًا ونشر القوات منذ عام 2012. وبحلول عام 2014، بدأت مشاركة حزب الله بصورة مطردة في دعم قوات الحكومية البعثية السورية في جميع أنحاء سوريا. ونشر حزب الله عدة آلاف من المقاتلين في سوريا وخسر 1500 مقاتل في المعركة بحلول عام 2015. كما كان حزب الله نشطًا جدًا في منع اختراق المتمردين من سوريا إلى لبنان، حيث كان أحد أكثر القوى نشاطًا في تداعيات الحرب الأهلية السورية في لبنان.
في الماضي، خدم حزب الله ذراعا استراتيجيا لإيران في المنطقة، وبحسب ما ورد كان له دور رئيسي في النزاعات بالوكالة بين إيران وإسرائيل وبين إيران والسعودية في الشرق الأوسط. وفي عدد من المناسبات، تعرضت قوافل سلاح حزب الله للهجوم في سوريا والمناطق الحدودية السورية اللبنانية، وكانت إسرائيل هي الطرف الرئيسي المشتبه به لمعظم هذه الهجمات، رغم أن إسرائيل لم تطالب بالمسؤولية باستثناء الحادث الإسرائيلي-السوري في مارس 2017. كما تعرضت قوافل حزب الله للهجوم من قبل جماعات التمرد السورية، وخاصة جبهة النصرة.